# 洛奇推論
洛奇推論（英語：Lodge Corollary），《門羅主義的推論》是由亨利·卡伯特·洛奇提出的法案，於1912年獲得美國參議院批准。該法案的目的在於阻止任何外國勢力或外國利益在西半球獲取足夠的領土，以致使該政府喪失“實際控制權”。正如洛奇所言，這一推論重新確立了各國保障自身安全的基本權利，並將門羅主義的原則擴展到超越殖民主義，同時也包括企業對領土的收購。
該提案是對日本財團與墨西哥進行談判的回應，兩者試圖購買加利福尼亞州大部分地區，其中包括被認為具有戰略價值的馬格達萊納灣港口。在洛奇的提案獲得批准後，日本否認與該財團有任何聯繫，並且交易最終未能完成。

## 外部連結
- 洛奇在第62屆國會之前對附屬條款的辯護 （页面存档备份，存于）